# Kloster Kronach

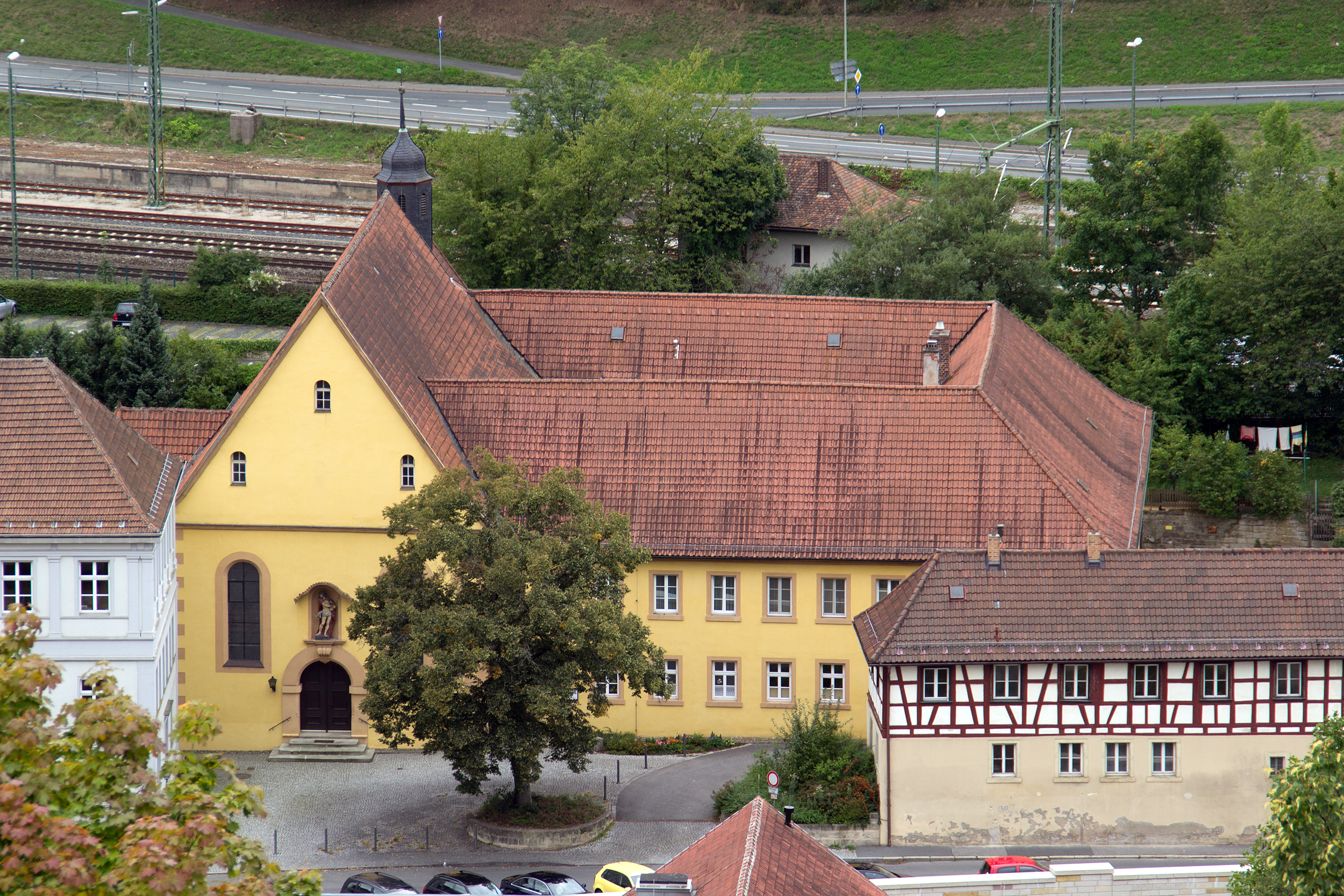
Kloster und Klosterkirche von der Festung Rosenberg gesehen

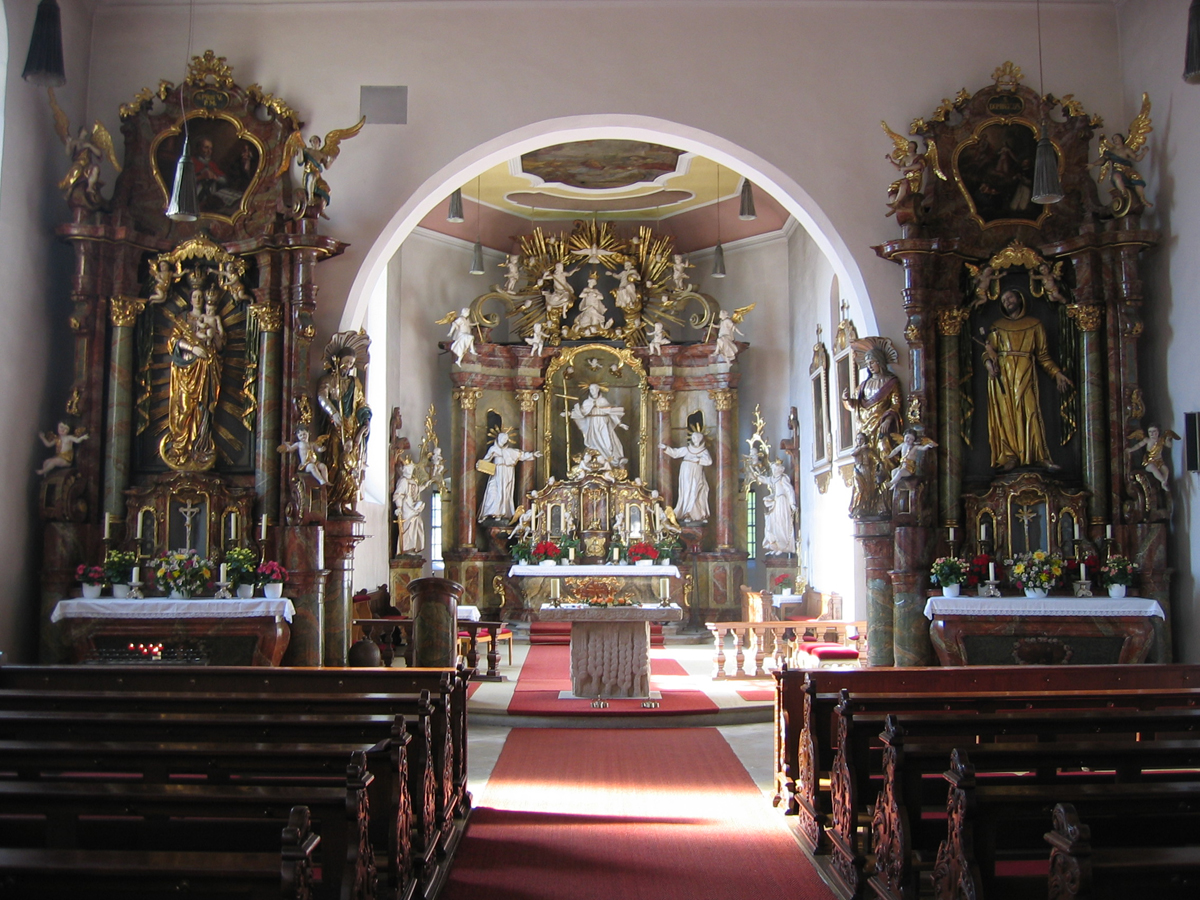
Altarraum der Klosterkirche in Kronach

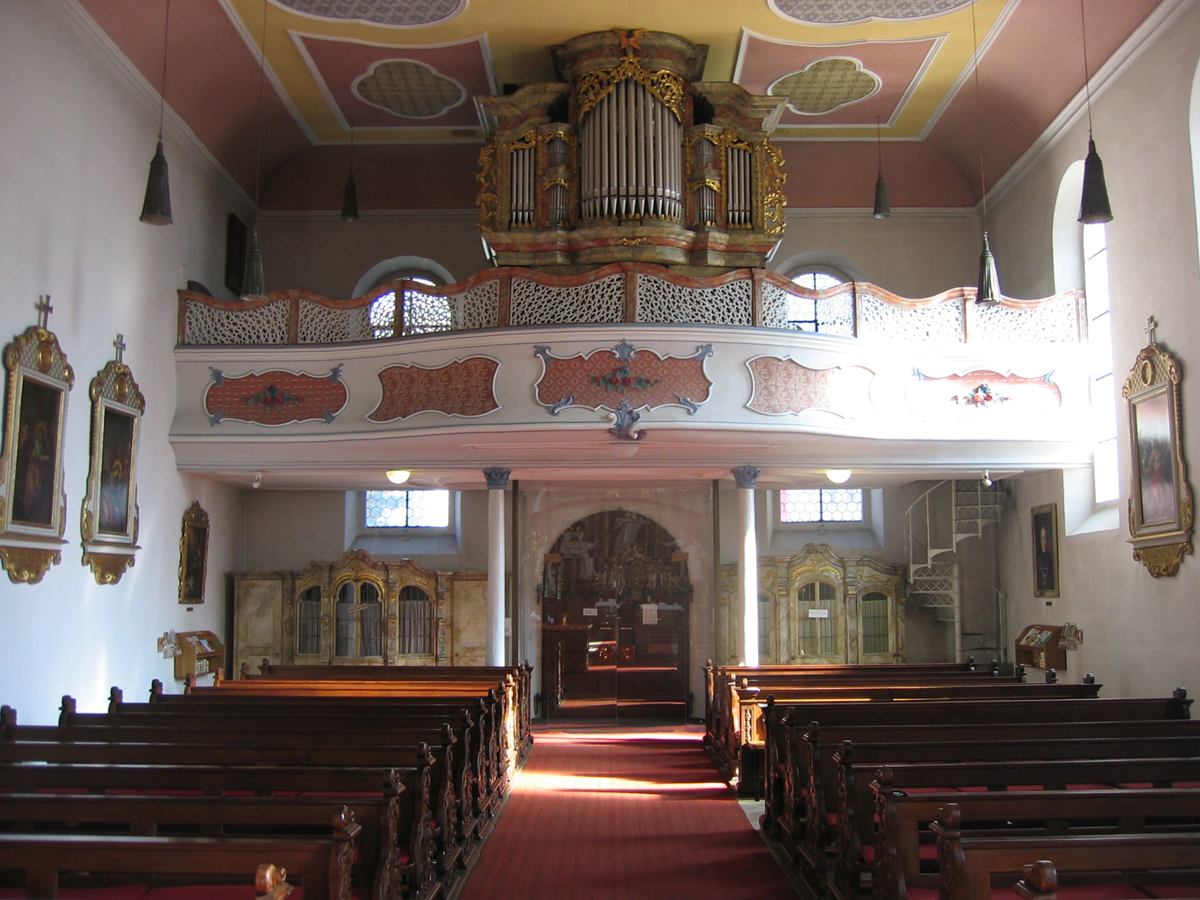
Klosterkirche in Kronach, Blick zur Empore

Das Kloster Kronach ist ein ehemaliges Kloster der Franziskaner-Observanten und jetziges Kloster des Ordens der Oblaten in Kronach in Bayern in der Erzdiözese Bamberg.

## Glocken
Die Klosterkirche verfügt über ein zweistimmiges Geläut aus den Glocken b" und g". Die Glocken sind in einem Glockentürmchen über dem Altarraum untergebracht.

## Geschichte
Das St. Petrus von Alcantara geweihte Kloster wurde 1649 durch die Straßburger Observantenprovinz der Franziskaner gegründet und war erst Hospiz, ab 1674 mit der Einweihung der von Baumeister Sixtus fertiggestellten Klosterkirche Konvent; es wurde 1829 aufgelöst. Kirche und Kloster blieben erhalten. Die Kirche und ein Teil der früheren Klostergebäude wurden später von Oblaten-Patres übernommen, in anderen Klostergebäuden eine Schule untergebracht.